# 桑田美仁
桑田 美仁（くわた はるひと、1955年9月2日 - ）は、日本の元男子バレーボール選手、指導者。元サントリーサンバーズ監督。

## 来歴
広島県府中市出身。中学2年までは陸上の走高跳の選手だったが、校内のクラス対抗戦で初めてバレーボールに触れ転向。それ以降セッター一筋。
1978年、大阪商業大学卒業後、実業団リーグに降格していたサントリー男子バレーボール部（現・サントリーサンバーズ）入団。セッターとして翌年1979年、日本リーグ復帰と同年都市対抗でのチーム結成以来初の全国優勝に貢献した。サーブレシーブに優れ、1981年のワールドカップで全日本に選出され、ピンチレシーバーなどで活躍した。
サントリーでは1984年からコーチ専任となり、1997年まで長きに渡り強力チーム作りへ尽力、1998年監督に就任するとジルソン・ベルナルド、佐々木太一、清水雅之、荻野正二、朝日健太郎らを擁して2000年第6回Vリーグ制覇と全日本選手権、第1回Vカップ初代王者とタイトルを独占、翌年2001年Vリーグ二連覇を達成し黄金時代の礎を築いて勇退した。
2013年から日本バレーボール協会入りし、強化事業本部担当ゼネラルマネジャーに就任することが発表された（4月）。同年のワールドリーグやグラチャンバレーで、バレーボール日本男子代表のチームマネージャーを務めている。